# Heilbronn Güterbahnhof
Heilbronn Güterbahnhof is een spoorwegstation/rangeerterrein voor goederen in de Duitse stad Heilbronn. Het station werd in 1896 geopend. 